# Nikoma
Nikoma, bürgerlich Nikoma T. Beermann (* vor 1999) ist ein deutscher Musiker, Schriftsteller, Schauspieler und Regisseur.

## Leben
1995 gründete er zusammen mit weiteren Mitgliedern die deutsche Hip-Hop-Formation Club der Dichter. Sie brachten über die damalige Plattenfirma 7ter Stock Records zwei Alben und eine EP heraus. Bei seinem Musikmagazin Ghetto Fabulous erschien mit jeder Ausgabe ein Sampler, auf welchem er neben anderen deutschen und amerikanischen Hip-Hop-Künstlern monatlich auf jeder CD ein Musikstück beisteuerte. Im weiteren Rahmen dieser Zeitschrift moderierte er die Ghetto Fabulous Radioshow zusammen mit der deutschen Musikerin und Moderatorin Pyranja. 
Nikoma war von 2000 bis 2002 Chefredakteur, des ersten deutschen Underground Hip-Hop Magazins Ghetto Fabulous Magazin. Zwischen 2002 und 2005 betreute er ebenso die Chefredaktion des deutschen Musikmagazins Bounce. Ab 2006 führte er Regie beim Musikmagazin BOUNCE TV, welches als allererste Fernsehsendung auf dem neugegründeten europaweit empfangbaren Fernsehsender IM1 lief.
2002 unterschrieb er einen Plattenvertrag bei Plattform Records in Stuttgart.
Im Frühjahr 2005 veranstaltete er die Modemesse FAME – Fashion and Media Entertainment im Untergeschoss des Berliner Sony Centers auf 25.000 m² mit diversen deutschen und amerikanischen Sportfashionmarken. Er ersetzte mit der FAME die bis dahin dort veranstaltete Fashion Week, welche ab dem Jahr 2007 als Berlin Fashion Week wieder in Berlin veranstaltet wird.
Seit 2015 ist er auch als Schauspieler tätig, zu sehen in seiner ersten Rolle in dem Hollywoodfilm Race (2016), einem Biopic über das Leben des Sportlers Jesse Owens.
In der 9. Staffel der amerikanischen Erfolgsserie The Walking Dead spielte er in einer Episode einen der auftretenden Zombies.

## Diskografie

### Alben
- 1999 Club der Dichter – DEMO
- 2000 Club der Dichter – Wir proben nur einmal
- 2001 Club der Dichter – Rapzettel

### EPs
- 2002 Junge!

### Singles/Beiträge (Auswahl)
- 2002 Nikoma – Mein Exil und Bleib da (2 Beiträge auf Sampler P.F.)[8]
- 2003 Pyranja – Radio Show (Beitrag)[9]
- 2003 Dialektik (Ghetto Fabulous Sampler Beitrag)[10]
- 2003 Dagegen (Ghetto Fabulous Sampler Beitrag)[11]
- 2003 Immer noch Beitrag zum Phlatline Mixtape Open Mic[12]
- 2004 Bleib da und Die Plattform (2 Beiträge auf dem deutschen HipHop-Sampler Reimkraft)[13]
- 2005 PF Squad – Album No 1 (Beitrag)[14]